# Forbesichthys
Forbesichthys is een monotypisch geslacht van straalvinnige vissen uit de familie van de blinde baarszalmen (Amblyopsidae).

## Soort
- Forbesichthys agassizii (Putnam, 1872)